# Tyreke Smith
Tyreke Smith (Cleveland, 14 febbraio 2000) è un giocatore di football americano statunitense che milita nel ruolo di linebacker per i Seattle Seahawks della National Football League (NFL).

## Carriera

### Seattle Seahawks
Al college Smith giocò a football a Ohio State. Fu scelto nel corso del quinto giro (158º assoluto) del Draft NFL 2022 dai Seattle Seahawks. Il 30 agosto 2022 fu inserito in lista infortunati.
Il 20 settembre 2023 Smith fu svincolato dai Seahawks e rifirmò con la squadra di allenamento.

### Arizona Cardinals
Il 15 dicembre 2023 Smith firmò con gli Arizona Cardinals. Con essi chiuse la stagione disputando due partite e mettendo a segno un tackle.

### Ritorno ai Seattle Seahawks
Il 29 agosto 2024 Smith con la squadra di allenamento dei Seattle Seahawks. Il 6 gennaio 2025 firmò un nuovo contratto come riserva.